# Alconeura rubramaculata
Alconeura rubramaculata är en insektsart som beskrevs av Caldwell 1952. Alconeura rubramaculata ingår i släktet Alconeura och familjen dvärgstritar.
Artens utbredningsområde är Puerto Rico. Inga underarter finns listade i Catalogue of Life.